# Eredivisie de 2024–25
A Eredivisie de 2024–25 é a 69ª edição da principal divisão do futebol holandês e também a 136ª do Campeonato Holandês de Futebol. A temporada se iniciou em 9 de agosto de 2024 e terminou em 1 de junho de 2025. O PSV Eindhoven é o defensor e detentor do título.

## Regulamento

### Sistema de disputa
A Eredivisie de 2024–25 é disputada por dezoito clubes em fase única, turno e returno, no sistema de pontos corridos. Não há campeões por turnos, sendo declarado campeão holandês o time que obtiver o maior número de pontos após as 34 rodadas. Os dois piores pontuadores são rebaixados para a Segunda Divisão ("Eerste Divisie"). O 16.º colocado e seis times da Segundona disputam uma série de "playoffs" para saber quem jogará na elite na próxima temporada.

### Critérios de desempate
Caso haja empate de pontos entre dois clubes, os critérios de desempates serão aplicados na seguinte ordem:
1. Saldo de gols
2. Gols marcados
3. Pontos no confronto direto
4. Saldo de gols no confronto direto
5. Gols marcados no confronto direto
6. Jogo de desempate (apenas para decidir o campeão, rebaixados e qualificados para a Liga Europa, caso contrário, teremos um sorteio)
7. Disputa por pênaltis (em caso de empate no tempo normal do jogo de desempate)

### Vagas em outras competições
A Eredivisie concede três vagas para a Liga dos Campeões de 2024–25 e uma para a Liga Europa da UEFA e também para a Liga Conferência Europa de 2024–25, divididas da seguinte forma:
| Posição | Qualificação para                                                                          |
| ------- | ------------------------------------------------------------------------------------------ |
| 1 – 2   | Fase de liga da Liga dos Campeões de 2025–26                                               |
| 3       | 3ª rodada de qualificação da Liga dos Campeões de 2025–26                                  |
| 4       | 2ª rodada de qualificação da Liga Europa de 2025–26                                        |
| 5 – 8   | Play-offs para uma vaga na 2ª rodada de qualificação da Liga Conferência Europa de 2025–26 |

## Participantes

### Promovidos e rebaixados
| Pos. | Rebaixados da Eredivisie de 2023–24 |
| ---- | ----------------------------------- |
| 16°  | Excelsior                           |
| 17°  | Vitesse                             |
| 18°  | Volendam                            |

| Pos. | Promovidos da Eerste Divisie de 2023–24 |
| ---- | --------------------------------------- |
| 1º   | Willem II                               |
| 2º   | Groningen                               |
| 3º   | NAC Breda (Play-offs)                   |

### Informações dos clubes
| Equipe           | Cidade         | Província         | Estádio (mando)                  | Títulos (último)       |
| ---------------- | -------------- | ----------------- | -------------------------------- | ---------------------- |
| Almere City      | Almere         | Flevolândia       | Yanmar Stadion                   | 0 (nenhum)             |
| Ajax             | Amsterdã       | Holanda do Norte  | Johan Cruijff ArenA              | 35 (último em 2021–22) |
| AZ Alkmaar       | Alkmaar        | Holanda do Norte  | AFAS Stadion                     | 2 (último em 2008–09)  |
| Feyenoord        | Rotterdã       | Holanda do Sul    | De Kuip                          | 16 (último em 2022–23) |
| Fortuna Sittard  | Sittard-Geleen | Limburgo          | Fortuna Sittard Stadion          | 0 (nenhum)             |
| Go Ahead Eagles  | Deventer       | Overissel         | De Adelaarshorst                 | 4 (último em 1932-33)  |
| Groningen        | Groninga       | Groninga          | Hitachi Capital Mobility Stadion | 0 (nenhum)             |
| Heerenveen       | Heerenveen     | Frísia            | Abe Lenstra Stadion              | 0 (nenhum)             |
| Heracles Almelo  | Almelo         | Overissel         | Polman Stadion                   | 0 (nenhum)             |
| NAC Breda        | Breda          | Brabante do Norte | Rat Verlegh Stadion              | 0 (nenhum)             |
| NEC              | Nijmegen       | Guéldria          | Goffertstadion                   | 0 (nenhum)             |
| Zwolle           | Zwolle         | Overissel         | IJsseldeltastadion               | 0 (nenhum)             |
| PSV Eindhoven    | Eindhoven      | Brabante do Norte | Philips Stadion                  | 25 (atual-campeão)     |
| RKC Waalwijk     | Waalwijk       | Brabante do Norte | Mandemakers Stadion              | 0 (nenhum)             |
| Sparta Rotterdam | Rotterdã       | Holanda do Sul    | Het Kasteel                      | 6 (último em 1958–59)  |
| Twente           | Enschede       | Overissel         | De Grolsch Veste                 | 1 (último em 2009–10)  |
| Utrecht          | Utrecht        | Utreque           | Stadion Galgenwaard              | 0 (nenhum)             |
| Willem II        | Tilburgo       | Brabante do Norte | Koning Willem II Stadion         | 0 (nenhum)             |

### Número de times por província
| N° de times | Província         | Time(s)                                            |
| ----------- | ----------------- | -------------------------------------------------- |
| 4           | Brabante do Norte | NAC Breda, PSV Eindhoven, RKC Waalwijk e Willem II |
| 4           | Overissel         | Go Ahead Eagles, Heracles Almelo, Zwolle e Twente  |
| 2           | Holanda do Norte  | Ajax, AZ Alkmaar                                   |
| 2           | Holanda do Sul    | Feyenoord e Sparta Rotterdam                       |
| 1           | Flevolândia       | Almere City                                        |
| 1           | Frísia            | Heerenveen                                         |
| 1           | Guéldria          | NEC Nijmegen                                       |
| 1           | Groninga          | Groningen                                          |
| 1           | Limburgo          | Fortuna Sittard                                    |
| 1           | Utreque           | Utrecht                                            |

## Classificação
| Pos | Equipe            | Pts | J  | V  | E  | D  | GP  | GC | SG  | Classificação ou descenso                                    |
| --- | ----------------- | --- | -- | -- | -- | -- | --- | -- | --- | ------------------------------------------------------------ |
| 1   | PSV Eindhoven (C) | 79  | 34 | 25 | 4  | 5  | 103 | 39 | +64 | Fase de Liga da Liga dos Campeões da UEFA de 2025–26         |
| 2   | Ajax              | 78  | 34 | 24 | 6  | 4  | 67  | 32 | +35 | Fase de Liga da Liga dos Campeões da UEFA de 2025–26         |
| 3   | Feyenoord         | 68  | 34 | 20 | 8  | 6  | 76  | 38 | +38 | 3ª. Pré-eliminatória da Liga dos Campeões da UEFA de 2025–26 |
| 4   | Utrecht           | 64  | 34 | 18 | 10 | 6  | 62  | 45 | +17 | 2ª. Pré-eliminatória da Liga Europa da UEFA de 2025–26       |
| 5   | AZ Alkmaar        | 57  | 34 | 16 | 9  | 9  | 58  | 37 | +21 | Play-offs Liga Conferência                                   |
| 6   | Twente            | 54  | 34 | 15 | 9  | 10 | 62  | 49 | +13 | Play-offs Liga Conferência                                   |
| 7   | Go Ahead Eagles   | 51  | 34 | 14 | 9  | 11 | 57  | 55 | +2  | Fase de Liga da Liga Europa da UEFA de 2025–26               |
| 8   | NEC Nijmegen      | 43  | 34 | 12 | 7  | 15 | 51  | 46 | +5  | Play-offs Liga Conferência                                   |
| 9   | Heerenveen        | 43  | 34 | 12 | 7  | 15 | 42  | 57 | −15 | Play-offs Liga Conferência                                   |
| 10  | Zwolle            | 41  | 34 | 10 | 11 | 13 | 43  | 51 | −8  |                                                              |
| 11  | Fortuna Sittard   | 41  | 34 | 11 | 8  | 15 | 37  | 54 | −17 |                                                              |
| 12  | Sparta Rotterdam  | 39  | 34 | 9  | 12 | 13 | 39  | 43 | −4  |                                                              |
| 13  | Groningen         | 39  | 34 | 10 | 9  | 15 | 40  | 53 | −13 |                                                              |
| 14  | Heracles Almelo   | 38  | 34 | 9  | 11 | 14 | 42  | 63 | −21 |                                                              |
| 15  | NAC Breda         | 33  | 34 | 8  | 9  | 17 | 34  | 58 | −24 |                                                              |
| 16  | Willem II         | 26  | 34 | 6  | 8  | 20 | 34  | 56 | −22 | Play-offs de Rebaixamento                                    |
| 17  | RKC Waalwijk      | 25  | 34 | 6  | 7  | 21 | 44  | 74 | −30 | Zona de rebaixamento à Eerste Divisie de 2024–25             |
| 18  | Almere City       | 22  | 34 | 4  | 10 | 20 | 23  | 64 | −41 | Zona de rebaixamento à Eerste Divisie de 2024–25             |

1. ↑  Os vencedores da Copa KNVB de 2024–25 (Go Ahead Eagles) se classificam para a fase de grupos da Liga Europa . Se os vencedores da Copa KNVB terminarem entre os oito primeiros, a quarta vaga no play-off da competição europeia será passada para o nono colocado.

## Confrontos
| Mandante \ Visitante | AJA | ALM | AZ  | FEY | FOR | GAE | GRO | HEE | HER | NAC | NEC | PEC | PSV | RKC | SPA | TWE | UTR | WIL |
| -------------------- | --- | --- | --- | --- | --- | --- | --- | --- | --- | --- | --- | --- | --- | --- | --- | --- | --- | --- |
| Ajax                 | —   | 3–0 | 2–2 | 2–1 | 5–0 | 2–0 | 3–1 | 1–0 | 4–0 | 3–1 | 0–3 | 2–0 | 3–2 | 2–1 | 1–1 | 2–0 | 2–2 | 1–0 |
| Almere City          | 0–1 | —   | 0–1 | 1–4 | 1–1 | 0–0 | 1–1 | 3–0 | 0–2 | 1–1 | 1–0 | 2–2 | 1–7 | 1–4 | 0–3 | 0–5 | 1–3 | 0–1 |
| AZ Alkmaar           | 2–1 | 1–1 | —   | 0–1 | 1–0 | 2–2 | 3–0 | 9–1 | 1–0 | 1–1 | 1–0 | 2–0 | 1–2 | 2–2 | 1–2 | 1–0 | 1–2 | 1–2 |
| Feyenoord            | 0–2 | 2–1 | 3–2 | —   | 1–1 | 3–2 | 4–1 | 3–0 | 5–2 | 2–0 | 0–0 | 4–0 | 2–3 | 2–0 | 3–0 | 2–1 | 1–2 | 1–1 |
| Fortuna Sittard      | 0–2 | 3–0 | 1–0 | 0–2 | —   | 0–3 | 1–0 | 3–0 | 1–0 | 1–0 | 0–3 | 1–4 | 1–3 | 3–2 | 0–3 | 1–2 | 0–0 | 1–0 |
| Go Ahead Eagles      | 1–1 | 3–0 | 0–3 | 1–5 | 0–2 | —   | 2–1 | 1–0 | 4–1 | 2–1 | 5–0 | 2–2 | 3–2 | 2–0 | 1–0 | 2–2 | 2–2 | 1–0 |
| Groningen            | 2–2 | 0–0 | 0–0 | 2–2 | 1–0 | 0–1 | —   | 1–0 | 4–1 | 4–1 | 2–1 | 0–0 | 1–3 | 6–1 | 1–0 | 1–1 | 0–1 | 2–0 |
| Heerenveen           | 0–2 | 2–1 | 3–1 | 2–0 | 2–2 | 1–0 | 2–1 | —   | 1–1 | 4–0 | 1–0 | 1–1 | 1–0 | 1–1 | 2–0 | 3–3 | 1–1 | 3–1 |
| Heracles Almelo      | 3–4 | 0–0 | 1–0 | 1–4 | 2–2 | 4–2 | 1–1 | 2–1 | —   | 2–0 | 1–2 | 4–2 | 1–3 | 2–2 | 1–1 | 2–1 | 1–1 | 1–1 |
| NAC Breda            | 2–1 | 1–0 | 1–2 | 0–0 | 1–0 | 1–1 | 1–1 | 2–4 | 1–1 | —   | 1–0 | 1–3 | 0–3 | 4–1 | 1–1 | 2–1 | 1–2 | 1–1 |
| NEC Nijmegen         | 1–2 | 2–2 | 3–3 | 1–1 | 4–1 | 2–3 | 6–0 | 3–0 | 1–2 | 3–0 | —   | 1–0 | 3–3 | 2–1 | 1–1 | 1–2 | 1–2 | 1–1 |
| Zwolle               | 0–1 | 1–0 | 1–2 | 1–5 | 3–1 | 1–1 | 2–0 | 1–1 | 3–0 | 1–2 | 0–1 | —   | 3–1 | 2–0 | 1–0 | 1–1 | 3–3 | 0–1 |
| PSV Eindhoven        | 0–2 | 5–0 | 2–2 | 3–0 | 4–1 | 3–0 | 5–0 | 2–1 | 4–1 | 3–2 | 2–0 | 6–0 | —   | 5–1 | 2–1 | 6–1 | 2–2 | 1–1 |
| RKC Waalwijk         | 0–2 | 2–0 | 0–3 | 2–3 | 1–2 | 5–3 | 1–2 | 3–1 | 0–0 | 5–0 | 0–3 | 1–1 | 0–3 | —   | 1–2 | 2–2 | 0–4 | 2–0 |
| Sparta Rotterdam     | 0–2 | 2–2 | 1–2 | 1–1 | 1–1 | 1–2 | 1–0 | 3–1 | 0–0 | 0–2 | 2–0 | 1–1 | 1–3 | 1–1 | —   | 0–2 | 1–4 | 4–0 |
| Twente               | 2–2 | 1–0 | 2–3 | 2–6 | 1–1 | 3–2 | 2–0 | 2–0 | 5–0 | 1–0 | 2–0 | 1–1 | 1–3 | 2–0 | 1–1 | —   | 2–0 | 6–2 |
| Utrecht              | 4–0 | 0–1 | 0–0 | 0–2 | 2–5 | 3–3 | 3–1 | 2–0 | 1–0 | 1–0 | 0–1 | 1–0 | 2–5 | 3–2 | 1–1 | 2–1 | —   | 3–2 |
| Willem II            | 1–2 | 0–2 | 0–2 | 1–1 | 0–0 | 2–0 | 1–3 | 1–2 | 1–2 | 2–2 | 4–1 | 1–2 | 0–2 | 3–0 | 1–2 | 0–1 | 2–3 | —   |

## Estatísticas
Atualizado em 31 de março de 2025.

### Artilharia
| Pos. | Jogador                  | Equipe          | Gols |
| ---- | ------------------------ | --------------- | ---- |
| 1    | Sem Steijn               | Twente          | 22   |
| 2    | Troy Parrott             | AZ Alkmaar      | 13   |
| 3    | Luuk de Jong             | PSV Eindhoven   | 12   |
| 3    | Dylan Vente              | Zwolle          | 12   |
| 5    | Ricardo Pepi             | PSV Eindhoven   | 11   |
| 5    | Oliver Valaker Edvardsen | Ajax            | 11   |
| 7    | Igor Paixão              | Feyenoord       | 10   |
| 8    | Jakob Breum              | Go Ahead Eagles | 9    |
| 8    | Vito van Crooij          | NEC Nijmegen    | 9    |
| 8    | Guus Til                 | PSV Eindhoven   | 9    |
| 8    | Oskar Zawada             | RKC Waalwijk    | 9    |

### Assistentes
| Pos. | Jogador              | Equipe          | Assists. |
| ---- | -------------------- | --------------- | -------- |
| 1    | Oliver Antman        | Go Ahead Eagles | 12       |
| 2    | Igor Paixão          | Feyenoord       | 9        |
| 2    | Ismael Saibari       | PSV Eindhoven   | 9        |
| 4    | Joey Veerman         | PSV Eindhoven   | 8        |
| 4    | Noa Lang             | PSV Eindhoven   | 8        |
| 6    | Michel Vlap          | Twente          | 7        |
| 6    | Souffian El Karouani | Utrecht         | 7        |
| 6    | Guus Til             | PSV Eindhoven   | 7        |
| 6    | Dylan Mbayo          | Zwolle          | 7        |
| 10   | Luuk de Jong         | PSV Eindhoven   | 6        |
| 10   | Ivan Perišić         | PSV Eindhoven   | 6        |
| 10   | Jorrel Hato          | Ajax            | 6        |
| 10   | Givairo Read         | Feyenoord       | 6        |
| 10   | Richonell Margaret   | RKC Waalwijk    | 6        |

### Hat-trick
| Jogador                  | Para            | Contra          | Resultado | Data                   | Ref. |
| ------------------------ | --------------- | --------------- | --------- | ---------------------- | ---- |
| Ricardo Pepi             | PSV Eindhoven   | Groningen       | 5–0 (C)   | 23 de novembro de 2024 |      |
| Oliver Valaker Edvardsen | Go Ahead Eagles | NEC Nijmegen    | 5–0 (C)   | 7 de dezembro de 2024  |      |
| Santiago Giménez         | Feyenoord       | Heracles Almelo | 5–2 (C)   | 14 de dezembro de 2024 |      |
| Jakob Breum              | Go Ahead Eagles | Fortuna Sittard | 3–0 (F)   | 10 de janeiro de 2025  |      |
| Sem Steijn               | Twente          | Willem II       | 6–2 (C)   | 12 de janeiro de 2025  |      |
| Igor Paixão              | Feyenoord       | Twente          | 6–2 (F)   | 16 de março de 2025    |      |

### Poker-trick
| Jogador      | Para       | Contra     | Resultado | Data                   | Ref. |
| ------------ | ---------- | ---------- | --------- | ---------------------- | ---- |
| Troy Parrott | AZ Alkmaar | Heerenveen | 9–1 (C)   | 14 de setembro de 2024 |      |

## Premiação
| Eredivisie de 2024–25                 |
| ------------------------------------- |
| PSV Eindhoven Bicampeão (26.º título) |